# Ballycullane
Ballycullane är en ort i republiken Irland.   Den ligger i grevskapet Loch Garman och provinsen Leinster, i den sydöstra delen av landet, 120 km söder om huvudstaden Dublin. Ballycullane ligger 46 meter över havet och antalet invånare är 285.
Terrängen runt Ballycullane är platt. Runt Ballycullane är det ganska glesbefolkat, med 38 invånare per kvadratkilometer. Närmaste större samhälle är Waterford, 19,2 km väster om Ballycullane. Trakten runt Ballycullane består till största delen av jordbruksmark.